# Carmen Juneau
Pour les articles homonymes, voir Juneau.
Carmen Juneau , née le 25 août 1934 à Saint-Grégoire-de-Greenlay et morte le 18 juin 1999 à Windsor, est une femme politique québécoise.
De 1981 à 1994, elle est députée à l'Assemblée nationale du Québec, représentant la circonscription de Johnson pour le Parti québécois, puis mairesse de Windsor au Québec, de 1995 à son décès, en 1999.

## Honneurs
Un parc municipal est nommé à sa mémoire en 2002.